# 恩布德

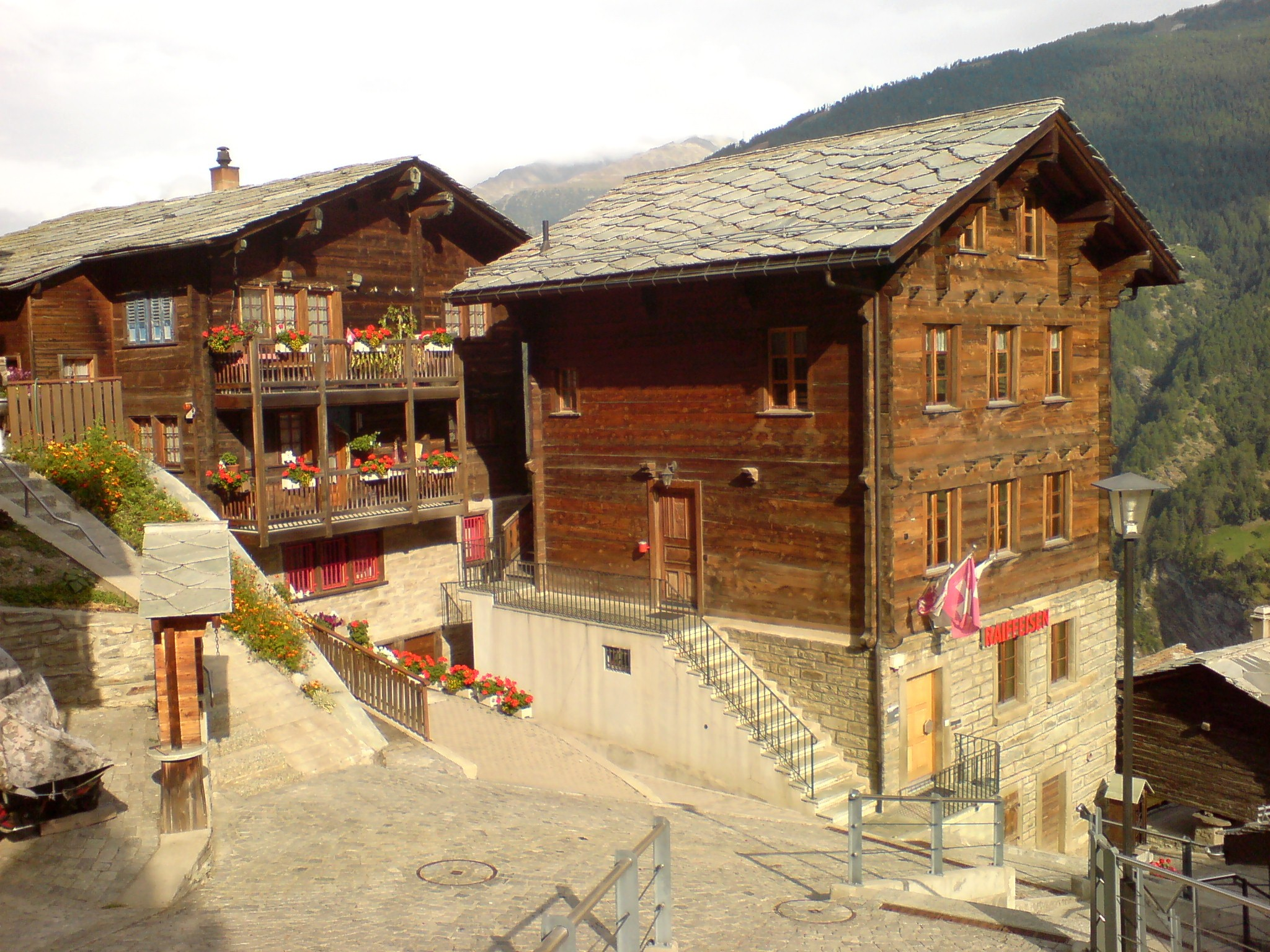

恩布德是瑞士的城鎮，位於該國南部，由瓦萊州負責管轄，面積13.39平方公里，海拔高度1,356米，2011年人口312，九成人口信奉羅馬天主教，人口密度每平方公里23人。

## 外部連結
- Official website （页面存档备份，存于） （德文）